# Rzęśl płaskoowockowa
Rzęśl płaskoowockowa (Callitriche platycarpa Kütz.) – gatunek rośliny z rodziny babkowatych. Występuje w Europie Zachodniej. W Polsce dotychczas nie stwierdzony, ale prawdopodobny, gdyż poszerza swój zasięg w kierunku północnym oraz wschodnim. 

## Morfologia
PokrójRoślina jasnozielona, pokryta mikroskopijnymi włoskami gwiazdkowatymi.
ŁodygaO długości 5-25 cm.
LiścieCiemnozielone. Liście podwodne równowąskie. Górne liście łopatkowate, kilkunerwowe, tworzące pływającą różyczkę.
KwiatyNadwodne, z dwoma podkwiatkami. Szyjka słupka łukowata, wcześnie odpadająca. Pyłek żółty.
OwocOkrągławy, brązowy, wąsko oskrzydlony, do 1,7 mm średnicy.

## Biologia i ekologia
Bylina, hydrofit. Rośnie w rowach, kanałach, strumieniach, stawach i rozlewiskach. Kwitnie od maja do października. Liczba chromosomów 2n = 20.

## Zagrożenia i ochrona
Roślina umieszczona na polskiej czerwonej liście w kategorii DD (stopień zagrożenia nie może być określony). W Czerwonej księdze gatunków zagrożonych posiada kategorię LC (najmniejszej troski).